# Bouble
Bouble é um rio localizado na França.